# Hausdorffmått
Ett Hausdorffmått är inom matematik ett mått för metriska rum som är en generalisering av Lebesguemåttet. Hausdorffmåttet är namngivet efter Felix Hausdorff som utvecklade begreppet.

## Bakgrund
Om n är ett heltal så är det n-dimensionella Lebesguemåttet för en mängd A en storhet som beskriver hur mycket n-dimensionella "massa" som finns i A. Man kan generalisera detta till ett godtyckligt icke-negativt reellt tal s och definiera den s-dimensionella "massan" med det s-dimensionella Hausdorffmåttet.

## Formell definition
Hausdorffmåttet är definierad i ett separabelt metriskt rum med ett yttre mått.
Låt {\displaystyle (X,d)\,} vara ett separabelt metriskt rum och s en dimension som uppfyller {\displaystyle 0\leq s<\infty \,}.
För varje {\displaystyle \delta >0\,} och {\displaystyle A\subset X\,} definierar vi talet
{\displaystyle {\mathcal {H}}_{\delta }^{s}(A):=\inf \left\{\sum _{F\in {\mathcal {F}}}d(F)^{s}:{\mathcal {F}}{\mbox{ är }}A{\mbox{:s }}\delta {\mbox{-overtäckning}}\right\}\,,}
att {\displaystyle {\mathcal {F}}} är A:s {\displaystyle \delta \,}-övertäckning, menas att {\displaystyle {\mathcal {F}}} täcker A, dvs {\displaystyle A\subset \bigcup {\mathcal {F}}}, {\displaystyle {\mathcal {F}}} är en uppräknelig familj och alla mängder {\displaystyle F\in {\mathcal {F}}} har diameter {\displaystyle d(F)\leq \delta }.
Eftersom X är separabelt finns det en {\displaystyle \delta \,}-övertäckning av X för alla {\displaystyle \delta >0\,}, så att
{\displaystyle {\mathcal {H}}_{\delta }^{s}:{\mathcal {P}}(X)\rightarrow [0,\infty ],}
är en funktion som kallas {\displaystyle \delta \,}-Hausdorffinnehållet
Dessutom, om {\displaystyle A\subset X\,} och {\displaystyle \delta \downarrow 0} finns det mindre {\displaystyle \delta \,}-övertäckningar för {\displaystyle A\,}, dvs funktionen {\displaystyle \delta \mapsto {\mathcal {H}}_{\delta }^{s}(A)} är växande när {\displaystyle \delta \downarrow 0}. 
Därför finns gränsvärdet 
{\displaystyle {\mathcal {H}}^{s}(A):=\lim _{\delta \downarrow 0}{\mathcal {H}}_{\delta }^{s}(A)\in [0,\infty ].}
Funktionen {\displaystyle {\mathcal {H}}^{s}:{\mathcal {P}}(X)\rightarrow [0,\infty ]} är det s-dimensionella yttre Hausdorffmåttet som är ett yttre mått i X.
Hausdorffmåttet är det mått genererat av yttre Hausdorffmåttet över mätbara mängder definierad med Carathéodorys kriterium.
Alternativt, man kan också definiera Hausdorffmåttet med Carathéodorys konstruktion.

## Egenskaper
Om s är ett reellt tal så är s-dimensionella Hausdorffmåttet för en mängd A en storhet som beskriver hur mycket s-dimensionell "massa" mängden A innehåller. Man kan motivera det för heltal-dimensionella Hausdorffmått: om s är ett heltal och metriska rummet är {\displaystyle \mathbb {R} ^{n}} så är Hausdorffmåttet Lebesguemåttet utan konstant c(s) > 0:
{\displaystyle {\mathcal {H}}^{s}=c(s){\mathcal {L}}_{s}^{*}.}
Dessutom, i {\displaystyle \mathbb {R} ^{n}} om 0 < m < n är ett heltal så är det m-dimensionella yttre Hausdorffmåttet samma sak som "areamåttet", dvs man kan mäta area för m-dimensionella mångfalder i {\displaystyle \mathbb {R} ^{m}}. Den här egenskapen generaliserar Lebesguemåttet: m-dimensionella mångfalder är nollmängder för Lebesguemåttet eftersom de inte har någon n-dimensionella massa. Detta innebär att man kan få mer information om en geometrisk struktur för mängder med Hausdorffmåttet.
Nolldimensionella "massan" för en mängd är hur många element mängden innehåller, dvs det nolldimensionella Hausdorffmåttet är räknemåttet.
Yttre Hausdorffmåttet också ett naturligt topologiskt mått: det är metriskt- och Borel-regelbundet yttre mått.

## Dimension
Huvudartikel: Hausdorffdimension.
Att det bara finns en naturlig dimension s för alla mängder i {\displaystyle \mathbb {R} ^{n}} innebär att mängdens Hausdorffmått är noll om dimensionen är mer än den naturliga dimensionen och oändlig om dimensionen är mindre än den naturlig dimensionen. Den här naturliga dimensionen kallas Hausdorffdimension, definierad som:
{\displaystyle {\mbox{dim}}_{\mathcal {H}}(A):=\inf\{s:{\mathcal {H}}^{s}(A)=0\}}
för {\displaystyle A\subset X\,}.
Man behöver ofta Hausdorffdimensionen inom fraktalgeometri.